# 奧利伊夫
49°45′20″N 25°15′38″E / 49.75556°N 25.26056°E
奧利伊夫（烏克蘭語：Оліїв）是位於烏克蘭西部特諾皮爾州裏特諾皮爾區的村莊，處於洛普尚卡河畔，始建於1863年，面積1.34平方公里，2001年人口778。